# Бавария-Ландсхут (херцогство)
Херцогство Бавария-Ландсхут или Долна Бавария-Ландсхут (на немски: Herzogtum Bayern-Landshut) е вителсбахско частично херцогство и съществува от 1353 до 1503 г.
Образувано е по време на разделянето на наследството след смъртта на император Лудвиг IV Баварски и попада след Ландсхутската наследствена война (1503 – 1505) в Херцогство Бавария-Мюнхен и Херцогство Пфалц-Нойбург.
Последният член на линията Бавария-Ландсхут умира през 1531 г. – това е Маргарета Баварска.
| Име         | Управление | Произход           |
| ----------- | --- | ------------------ |
| Стефан II   | 1347 – 1349 херцог на Бавария, 1349 – 1353 херцог на Долна Бавария, 1353 – 1375 херцог на Бавария-Ландсхут, 1363 – 1375 херцог на Горна Бавария | син на Лудвиг IV   |
| Фридрих     | 1375 – 1392 херцог на Бавария и отговаря за Бавария-Ландсхут, 1392 – 1393 херцог на Бавария-Ландсхут                                            | син на Стефан II   |
| Хайнрих XVI | 1393 – 1450 херцог на Бавария-Ландсхут, до 1404 под регентство                                                                                  | син на Фридрих     |
| Лудвиг IX   | 1450 – 1479 херцог на Бавария-Ландсхут | син на Хайнрих XVI |
| Георг       | 1479 – 1503 херцог на Бавария-Ландсхут | син на Лудвиг IX   |

## Филми
- Bernhard Graf, Der Turm voller Gulden. Die Reichen Herzöge von Baiern-Landshut. Dokumentation, Bayerischer Rundfunk 2003.